# Kantor-Carl-Ehrich-Schule

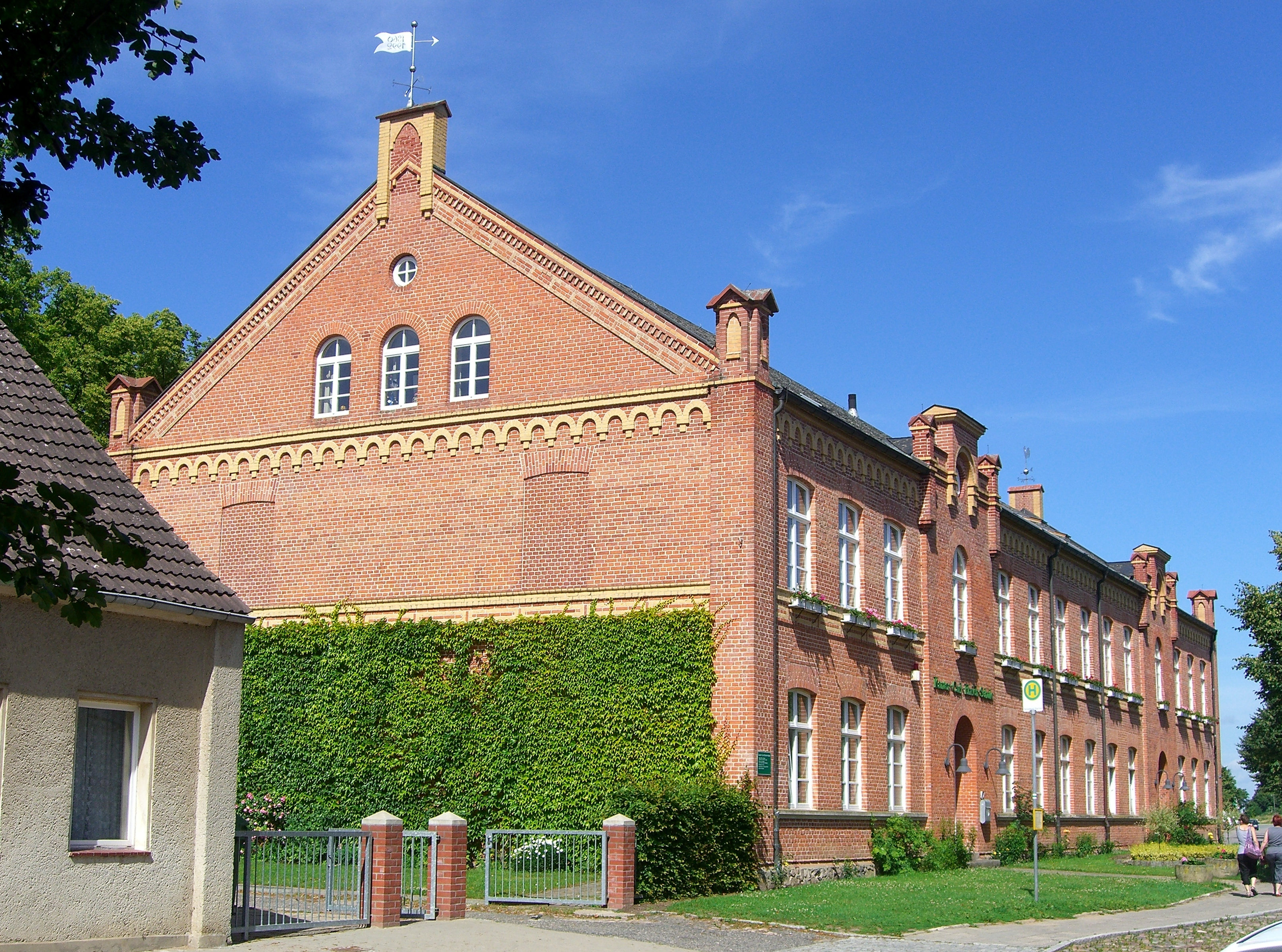
Grundschule „Kantor Carl Ehrich“

Die Kantor-Carl-Ehrich-Schule in Plau am See (Mecklenburg-Vorpommern), Lange Straße 25, wurde 1860 gebaut. Sie ist heute eine Grundschule.
Das Gebäude steht unter Denkmalschutz.

## Geschichte
Plau am See ist im 13. Jahrhundert entstanden und wurde 1235 erstmals als Stadt erwähnt.
Das zweigeschossige 14-achsige historisierende Backsteingebäude aus der Gründerzeit, mit den zwei markanten Giebelrisaliten, den Fialen an den Ecken und den Giebeln mit dem dekorativen Ortgang und betonten Giebelspitzen sowie den Segmentbögen über den Fenstern, wurde 1860 als Bürgerschule gebaut.

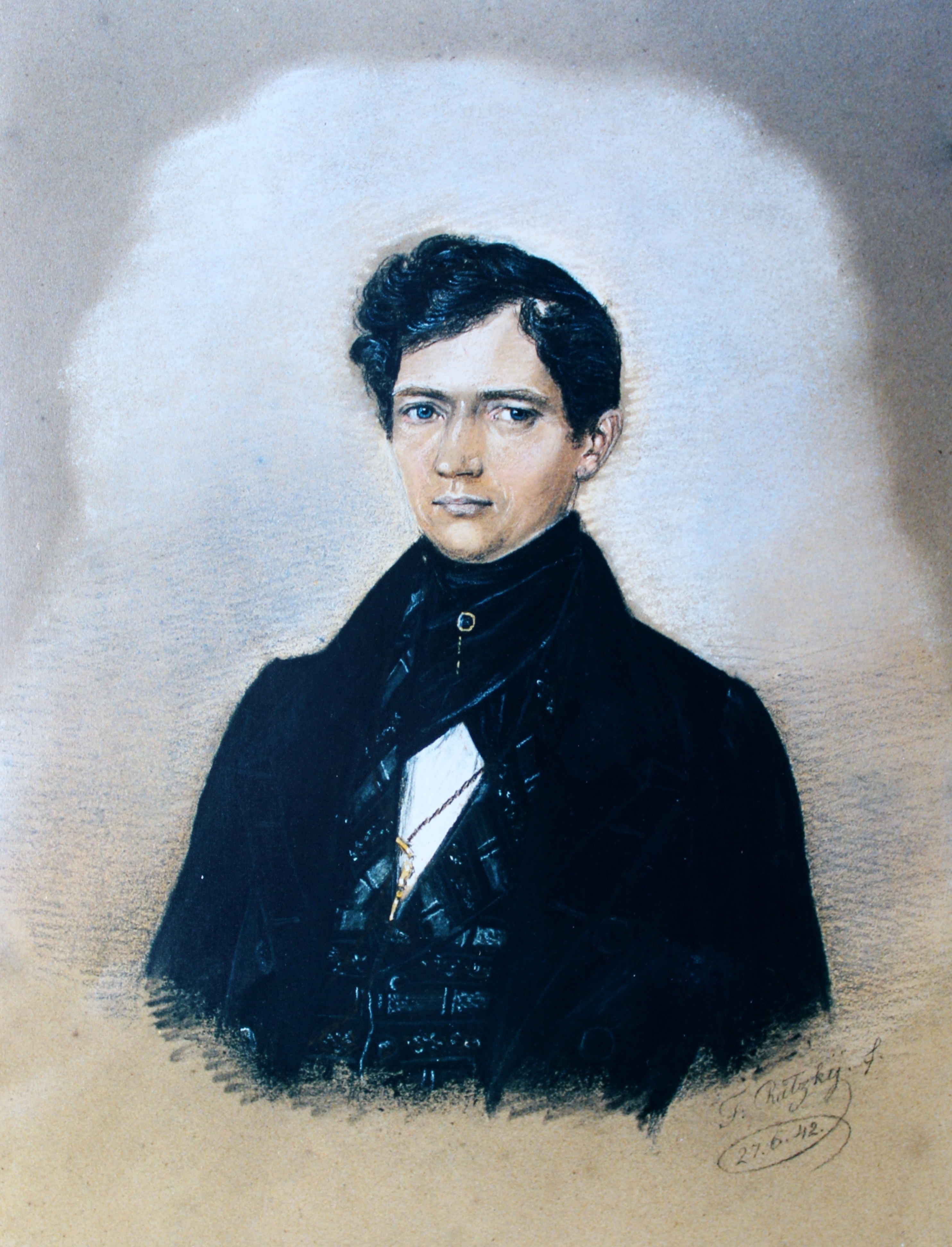
Carl Ehrich; 1842

Die Schule in der Burgtorvorstadt wurde 1991 nach dem Plauer Ehrenbürger Carl Ehrich (1802–1886) benannt, dem Kantor an der Kirche und Lehrer sowie Initiator der am 27. August 1860 eingeweihten Stadt- und Bürgerschule, an der er bis 1883 unterrichtete.
In der DDR-Zeit war sie eine Polytechnische Oberschule und trug ab 1974 den Namen Rosa-Luxemburg-Schule nach der 1919 ermordeten sozialistischen Vertreterin der Arbeiterbewegung und des Marxismus. Die dekorativen Risalite oberhalb der Traufe und die Akroterien und die Schiefereindeckung wurden entfernt, bzw. durch eine Betoneindeckung ersetzt.
Die Schule wurde 1992/93 im Rahmen der Städtebauförderung saniert. Dabei wurden die Giebelakroterien und die Risalite wieder in den Ursprungszustand versetzt. Sie ist seitdem eine Grundschule mit ca. 240 Schülern (Schuljahr 2020/2021).